# 1926-os magyar úszóbajnokság
Az 1926-os magyar úszóbajnokság legtöbb versenyszámát augusztusban rendezték meg Budapesten.

## Eredmények

### Férfiak
| Versenyszám                                   | Arany                                                       | Arany   | Ezüst                                     | Ezüst   | Bronz                                        | Bronz   |
| --------------------------------------------- | ----------------------------------------------------------- | ------- | ----------------------------------------- | ------- | -------------------------------------------- | ------- |
| 100 m gyorsúszás Döntő: augusztus 15.         | Bárány István MOVE Eger                                     | 1:01,6  | Gáborffy Antal Nemzeti SC                 | 1:04,2  | Bitskey Zoltán MOVE Eger                     | 1:07,6  |
| 200 m gyorsúszás Döntő: augusztus 11.         | Bárány István MOVE Eger                                     | 2:22,5  | Szigritz Géza MOVE Eger                   | 2:33,2  | Wannie II. Szegedi UE                        | 2:34,6  |
| 400 m gyorsúszás Döntő: augusztus 29., Eger   | Bitskey Zoltán MOVE Eger                                    | 5:32,6  | Szigritz Géza MOVE Eger                   | 5:40,0  | Páhok István MTK                             | 5:40,0  |
| 800 m gyorsúszás Döntő: augusztus 14.         | Fehér István Jászapáti                                      | 11:44,6 | Halassy Olivér Újpesti TE                 | 12:26,4 | –                                            |         |
| 1500 m gyorsúszás Döntő: július 31., Debrecen | Halassy Olivér Újpesti TE                                   | 23:22   | Fehér István Jászapáti                    | 23:50,6 | Szabó István MTK                             | 24:36,0 |
| 100 m hátúszás Döntő: augusztus 15.           | Bartha Károly NSC                                           | 1:16,2  | Bitskey Aladár MOVE Eger SE               | 1:16,2  | Ullrich János CSAK                           | 1:19,4  |
| 100 m mellúszás Döntő: augusztus 15.          | Barta István III. kerületi TVE                              | 1:23    | Steiner László MTK                        | 1:23,2  | Hegedűs István BEAC                          | 1:24,6  |
| 200 m mellúszás Döntő: .                      | Jung Frigyes NSC                                            | 3:03,2  |                                           |         |                                              |         |
| Folyambajnokság Döntő: augusztus 31.          | Halassy Olivér Újpesti TE                                   | 1:04:09 | Páhok István MTK                          | 1:05:29 | Szabó István MTK                             | 1:08:55 |
| Folyambajnokság csapat Döntő: augusztus 31.   | MTK Páhok István Szabó István Magyar Gusztáv Jung Béla Róth | 29 pont | MAC Turnovszky Endre Halász I. Halász II. | 45 pont | Újpesti TE Halassy Olivér László             | 54 pont |
| 4 × 200 m gyorsváltó Döntő: augusztus 15.     | MOVE Eger Sesztay Bitskey Szigritz Géza Bárány              | 10:27,6 | MTK Magyar Jung Serény Páhok              | 10:36,4 | Szegedi UE Vannie I. Vannie II. Vágó Hay II. |         |
| 3 × 100 m vegyes váltó Döntő: augusztus 14.   | NSC Jung Frigyes Bartha Károly Gáborfi                      | 3:47,6  | MTK Steiner Klausz Magyar                 | 3:54,6  | III. kerületi TVE Barta Holba Bonk           | 3:58,6  |

A férfi 100 méteres hátúszásban a holtverseny után az Európa-bajnokságon elért jobb helyezés alapján avattak bajnokot.

### Nők
| Versenyszám                                    | Arany                                                             | Arany                                                             | Ezüst                                                             | Ezüst                                                             | Bronz                                                             | Bronz                                                             |
| ---------------------------------------------- | ----------------------------------------------------------------- | ----------------------------------------------------------------- | ----------------------------------------------------------------- | ----------------------------------------------------------------- | ----------------------------------------------------------------- | ----------------------------------------------------------------- |
| 100 m gyorsúszás Döntő: augusztus 14.          | Sipos Margit Nemzeti SC                                           | 1:28,4                                                            | Krassner Vilma MUE                                                | 1:30,6                                                            | Sághy Ilona DAC Hungária Győr                                     | 1:33,0                                                            |
| 100 m hátúszás Döntő: augusztus 14.            | Szőke Katalin MUE                                                 | 1:39,4                                                            | Vermes Magda Ferencvárosi TC                                      | 1:40,0                                                            | Keresztúri Kamilla Ferencvárosi TC                                | 1:43,6                                                            |
| 100 m mellúszás Döntő: augusztus 15.           | Molnár Ella Bajai SE                                              | 1:35,6                                                            | Benkő Margit Soproni PUE                                          | 1:35,8                                                            | Kabdebó Ilona Bajai SE                                            | 1:36,6                                                            |
| Folyambajnokság Döntő: augusztus 31.           | Keresztúri Kamilla Ferencvárosi TC                                | 1:14:57                                                           | Reichl Nóra MAC                                                   | 1:15:37                                                           | Belházy Bimbi MUE                                                 | 1:15:41                                                           |
| Folyambajnokság csapat Döntő: augusztus 31.    | MUE Belházy Bimbi Ulbing Gizella Schwarz Magda                    | 14 pont                                                           | MAC Reichl Nóra Fedák Ágota Morvay Matild                         | 15 pont                                                           | Ferencvárosi TC Keresztúri Kamilla Grün Sziszi Rott Nusi          | 18 pont                                                           |
| 3 × 100 m vegyes Döntő: augusztus 1., Debrecen | A győztes a szintidőt nem teljesítette, így nem avattak bajnokot! | A győztes a szintidőt nem teljesítette, így nem avattak bajnokot! | A győztes a szintidőt nem teljesítette, így nem avattak bajnokot! | A győztes a szintidőt nem teljesítette, így nem avattak bajnokot! | A győztes a szintidőt nem teljesítette, így nem avattak bajnokot! | A győztes a szintidőt nem teljesítette, így nem avattak bajnokot! |